# サレジオ短期大学
サレジオ短期大学（されじおたんきだいがく、英語: Salesio Junior College）は、東京都調布市富士見町3-21-12に本部を置いていた日本の私立大学である。1952年に設置され、1971年に廃止された。

## 概要

### 大学全体
- 東京都調布市に所在した日本の私立短期大学で、設置主体は学校法人サレジオ学院[注釈 1]。
- 1952年に宗教教育科のみの単科短大として開学。修業年限は昼間部3年制で入学定員40 名となっていた。
- 1966年度の入学生を最後に[注釈 3]、1971年に短期大学としての使命を終える[注釈 4]。

### 教育および研究
- カトリック宣教師および修道女養成をねらいとした教育が行われていた[2]。

### 学風および特色
- イタリアのトリノ市で創立されたカトリック・サレジオ修道会が母体となっていた。

## 沿革
- 1934年
  - サレジオ神学校哲学科が創設される[2]。
- 1952年
  - 3月5日 左記を以て文部省[注 1]より短期大学の設置が認可される[6]。
  - 4月1日 サレジオ短期大学が以下の学科体制にて開学する[注 2]。
    - 宗教教育科 入学定員40名
- 1966年
  - 4月1日 この年度で学生募集を最後とする[注釈 3]。
- 1971年
  - 3月31日 左記をもって正式に廃止となる[注釈 4]。

## 基礎データ

### 所在地
- 東京都調布市富士見町3-3-12[注釈 2]

## 教育および研究

### 組織

#### 学科
- 宗教教育科 入学定員40名[注 3]

#### 専攻科
- なし

#### 別科
- なし

#### 取得資格について
- 教職課程として中学校教諭二種免許状（宗教）が設けられていた[2]。当初は高等学校教諭免許状（宗教）の教職課程を併設[注 4]。

### 年度別学生数

#### 通学課程
| -      | 入学定員 | 総定員 | 学生数    | 出典   |
| ------ | -------- | ------ | --------- | ------ |
| 1954年 | 40       | 120    | 男31      | [ 14 ] |
| 1958年 | 40       | 120    | 男7 女11  | [ 15 ] |
| 1959年 | 40       | 120    | 男35 女17 | [ 16 ] |
| 1960年 | 40       | 120    | 男17 女19 | [ 17 ] |
| 1961年 | 40       | 120    | 男10 女27 | [ 18 ] |
| 1962年 | 40       | 120    | 男12 女33 | [ 19 ] |
| 1963年 | 40       | 120    | 男10 女22 | [ 20 ] |
| 1964年 | 40       | 120    | 男11 女24 | [ 21 ] |
| 1965年 | 40       | 120    | 男15 女25 | [ 22 ] |
| 1966年 | 40       | 120    | 男16 女32 | [ 23 ] |
| 1967年 | 40       | 120    | 男11 女35 | [ 24 ] |
| 1968年 | 40       | 120    | 男6 女36  | [ 25 ] |
| 1970年 | -        | -      | -         | [ 26 ] |
| 1971年 | -        | -      | -         | [ 27 ] |
| 1972年 | -        | -      | -         | [ 28 ] |

### 研究
- 『サレジオ短期大学論叢』[29]

## 大学関係者と組織

### 大学関係者一覧

#### 大学関係者
歴代学長
- ヴィンチェンツォ・チマッティ[30]

## 施設

### 寮
- 学内に学生寮やサレジオ寮があった[2]。

## 対外関係

### 関係校
- 日向学院短期大学

### 系列校
- サレジオ工業高等専門学校

## 卒業後の進路について

### 就職について
- 教会や宗教関連への就職者が多かったようである[2]。